# Peyrolles (Aude)
Peyrolles è un comune francese di 79 abitanti situato nel dipartimento dell'Aude nella regione dell'Occitania.

## Società

### Evoluzione demografica
Abitanti censiti